# Teutwart Schmitson
Teutwart Schmitson, född den 18 april 1830 i Frankfurt am Main, död den 2 september 1863 i Wien, var en tysk målare. Han var dotterson till Johann Heinrich Bernhard Dräseke och kusin till Felix Draeseke.
Schmitson var autodidakt. Han värderades högt först efter sin död, detta på grund av att han redan under 1850-talet praktiserade det senare så moderna friluftsmåleriet.  Schmitson målade porträtt, landskap och djurbilder. Han var särskilt framstående som hästmålare.